# 帖哥术探花爱忽赤
帖哥术探花爱忽赤（?—?），元朝初年将领，畏兀儿人。
父亲八思忽都探花愛忽赤，領畏吾、阿剌溫、滅乞里、八思四部，率兵從攻四川，在軍中去世。蒙哥大汗命帖哥朮探花愛忽赤管理渴密里（哈密）及曲先（库车）諸宗藩之地。元世祖中统年间，阿里不哥的余党渾都海、阿藍荅兒抓住了帖哥朮。帖哥朮破械逃走，入覲世祖忽必烈，被賜金符，襲父職，命他率四部兵征伐，以功賜衣服、弓矢、鞍勒。又命他跟随西平王奧魯赤討伐建都蛮，获胜，升为昭勇大將軍、羅羅斯副都元帥、同知宣慰司事。至西蕃境上，蕃酋必剌充阻挡，帖哥朮出击却敌，道路于是通畅。忽必烈得知，賜金虎符，賞白金及衣二襲。在官任上去世。其子脱力世官。

## 延伸阅读
[在维基数据编辑]
 《新元史/卷154》，出自柯劭忞《新元史》